# 제임스 로니
제임스 앤서니 로니(영어: James Anthony Loney, 1984년 5월 7일~)는 미국의 야구인이다. 현역 시절 포지션은 1루수, 우익수였으며 KBO 리그 등록명은 로니이다.

## 선수 경력

### LA 다저스
2006년에 LA 다저스에 입단했다.

### LG 트윈스
2017년에 성적 부진과 발목 부상으로 방출된 루이스 히메네스의 대체 외국인 선수로 영입됐다. 2017년 8월 29일, 1군 엔트리 말소에 대한 불만을 표시하며 미국으로 무단 귀국했고, 이에 대한 책임을 물어 방출됐다.

### 슈가랜드 스키터스
로니는 2019년에 슈가랜드 스키터스에 입단했고 2019년 5월 7일 현역에서 은퇴했다.

## 개인사
로니는 2013년 이란계 미국인인 나디아 로니(영어: Nadia Loney)와 결혼했고 둘 사이에 장남 조던 제임스 로니(영어: Jordan James Loney)를 포함해 2명의 아들들이 있다. 그들은 비시즌에 캘리포니아주의 로스앤젤레스에 거주한다.